# Dov Lynch
Pour les articles homonymes, voir Lynch.
Dov Lynch est un diplomate, essayiste et romancier irlandais, spécialiste des questions de sécurité internationale. 

## Formation
Il étudie la Russie et l'Europe de l'est à l'Université Yale (B.A., 1992), puis à l'Université d'Oxford où il obtient son mastère en 1995, puis son doctorat en 1997 avec une thèse en Relations internationales. Il effectue ses recherches postdoctorales à l'Institut d'études de sécurité de l'Union européenne de 2002 à 2006, puis se spécialise dans les relations entre l'Union européenne et la Russie, ainsi que sur les questions de sécurité en Russie et en ex-URSS. 

## Diplomate
Dov Lynch a été conseiller politique à la présidence de l’UNESCO et spécialiste en stratégie militaire russe, il a également participé aux négociations avec la Russie au moment de la crise géorgienne. 
En 2000, il est professeur au Department of war studies du King's college.

## Ecrivain
Son premier roman, Mer Noire est publié chez Anacharsis en 2015 et raconte l'histoire d'un ancien membre de l’IRA, qui part à la recherche de son frère en entreprenant un périple initiatique à travers l’Europe de l’Est.
Son deuxième roman, Hauts-fonds, narre l’histoire d’un ex-policier de retour des camps de la mort dans la Vienne des années 1945.

## Publications

### Essais et articles
- The Conflict in Abkhazia: Dilemmas in Russian 'Peacekeeping' Policy, 1998  (ISBN 1862030278)
- Russie.Nei.Visions no 2, avril 2005 : Voisinage commun ou nouvelle ligne de front ? Le carrefour de la Moldavie.
- Changing Belarus
- Engaging Eurasia's separatist states : unresolved conflicts and de facto states
- EU security and defence : Core documents 2005 : Volume VI.
- EU-Russian security dimensions
- Le Sud-Caucase un défi pour l'UE
- Partenaires et voisins : une PESC pour une Europe élargie ; Partners and neighbours : a CFSP for a wider Europe
- Russia faces Europe
- Russian peacekeeping strategies in the CIS : the cases of Moldova, Georgia and Tajikistan

### Romans
- Mer Noire, Anacharsis, 2015[6],[7].
- Hauts-fonds, Seuil, 2018[8].
- Léawald, le Sous-sol, 2022.